# Stefania Berlinerblau

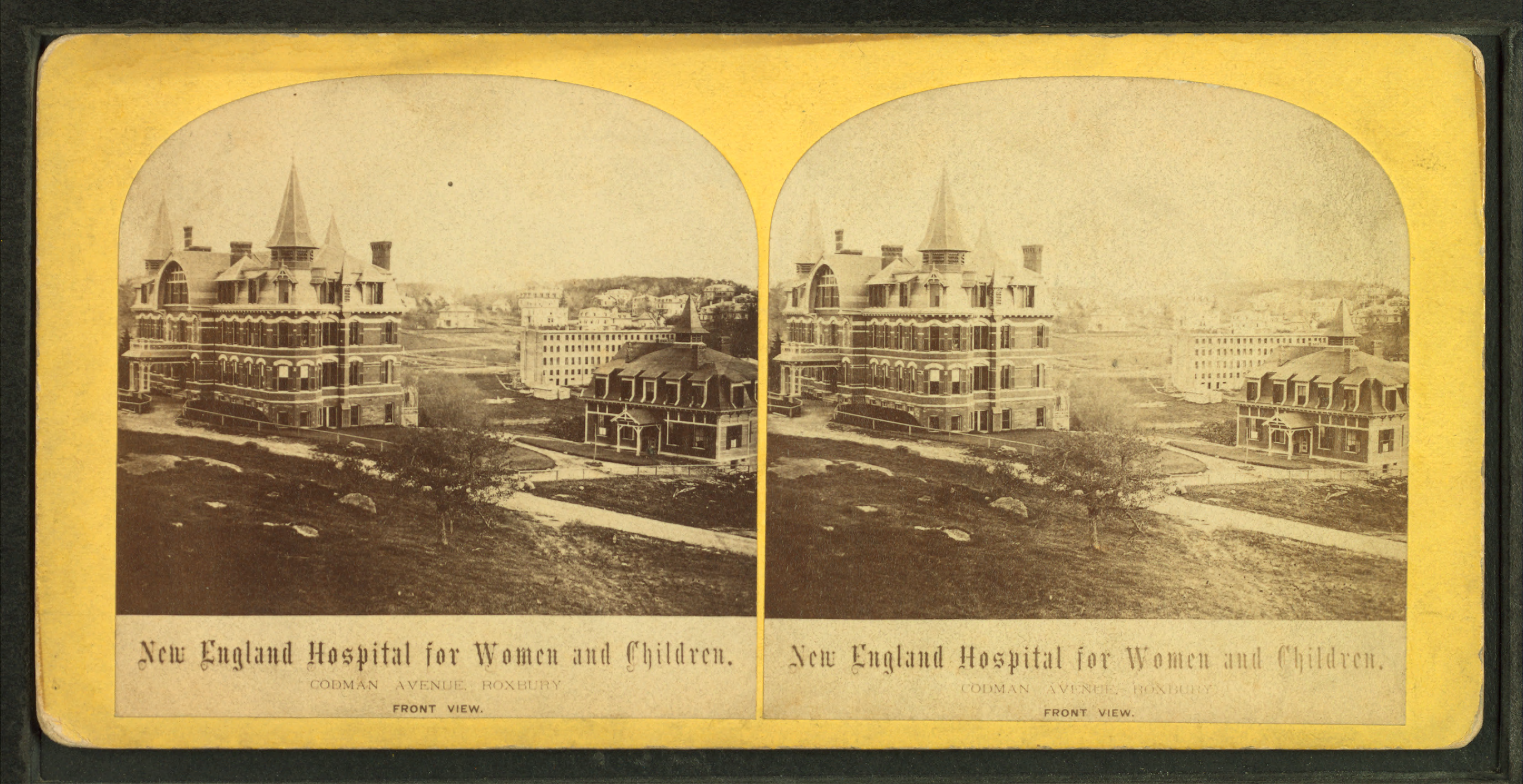
New England hospital for woman and children. Aus der Sammlung stereoskopischer Ansichten von Robert N. Dennis

Stefanija Berlinerblau, später Fanny Berlin (* 1852 in Cherson, Russisches Kaiserreich; † 4. September 1921 in Boston, Massachusetts) war eine russisch-amerikanische Chirurgin. Sie war Chefärztin am New England Hospital for Women and Children.

## Leben und Werk
Berlinerblau wurde als Stefanija Berlinerblau als Tochter von Markus Berliner geboren. Nach Abschluss ihrer Gymnasialausbildung überredete sie mit einer Freundin ihre Eltern, ihr ein Medizinstudium in Zürich zu ermöglichen. Dort schloss sie sich einer Gruppe russischer Frauen an, die an der Universität Zürich Medizin studierten. 1870 trat sie in die Medizinische Fakultät ein, doch 1873 verbot Zar Alexander II. jedes weitere Studium von Frauen in Zürich. Sie wechselte nach Berlin, wo sie ihre medizinische Ausbildung abschloss. 1875 promovierte sie an der Universität Bern als Studentin bei dem Anthropologen Christoph Theodor Aeby. In ihrer Dissertation über die Durchblutung von Säugetieren verfolgte sie die Bewegung der Substanzen von den Arterien zu den Venen mithilfe von Farbstoffen, was zu einer Demonstration der Arterien-Venen-Verbindungen führte.
1878 erwarb sie als Fanny Berlin einen Abschluss in Rechtswissenschaft, praktizierte aber nicht als Anwältin, sondern zog nach Boston. 1879 wurde sie zur Ärztin am New England Hospital for Women and Children ernannt und war eine von vier weiblichen Chirurgen, zu denen Marie Zakrzewska, Elizabeth Keller und Mary Smith gehörten. Das New England Hospital wurde von Zakrzewska verwaltet.
Ärztinnen konnten nicht in anderen Krankenhäusern in Boston praktizieren und wurden nicht in die Massachusetts Medical Society aufgenommen. 1878 gründete daher Berlinerblau mit neun Ärztinnen die New England Women's Medical Society. Erst 1885 konnten diese Ärztinnen der Massachusetts Medical Society beitreten.
Zu den von Berlinerblau veröffentlichten Arbeiten gehörte ein Artikel im American Journal of Obstetrics & Gynecology, in dem sie ihre chirurgischen Methoden beschrieb. In dieser Veröffentlichung von 1881 mit dem Titel Three Cases of Complete Prolapsus Uteri Operated upon According to the Method of Léon Le Fort wurde ihre erfolgreiche chirurgische Korrektur des Uterusprolaps detailliert beschrieben. Zu diesem Zeitpunkt war sie für ihre chirurgische Expertise bei der Durchführung von Laparotomien anerkannt und wurde Chefärztin am New England Hospital. Hier war sie bis 1894 tätig und arbeitete dann in ihrer Privatpraxis. Da sich ihr Sehvermögen in späteren Jahren verschlechterte, ging sie 1916 in den Ruhestand. Sie starb am 4. September 1921 in ihrem Haus im Bostoner Stadtteil Roxbury.

## Veröffentlichungen (Auswahl)
- A Case of Supposed Extra-Uterine Pregnancy Treated by Electricity. Boston medical and Surgial Journal, 1884, S. 243–246.[5]
- A Case of Tubal Pregnancy. Boston medical and Surgial Journal, 1893, S. 262–263.[6]
- Three Cases of Complete Prolapsus Uteri Operated upon According to the Method of Leon Le Fort. The American Journal of Obstetrics and Diseases of Women and Children (1869–1919); New York,  Bd. 14, Ausgabe 4, 1881, S. 866.[7]